# 이윤승
이윤승(李胤承, 1953년 ~)은 서울북부지방법원과 서울가정법원에서 법원장을 역임한 법무법인 화우 소속의 고문 변호사이다. 본관(本貫)은 전의(全義)이며 형조정랑(刑曹正郞) 이직간(李直幹)의 후손이다.

## 생애
1953년 전라북도 전주시 완주군에서 태어난 이윤승은 1971년 중앙고등학교와 1975년 서울대학교 법학과를 졸업하고 1976년제18회 사법시험 합격했다. 제8기 사법연수원과 해군본부 보통군법회의 및 고등군법회의 군판사로 군 복무를 마치고 1981년 전주지방법원 판사에 임용되어 1985년에 수원지방법원 성남지원, 1988년에 인천지방법원, 1989년에 서울고등법원으로 전보되어 재직하다가 1991년부터 1994년까지 대법원 재판연구관을 거쳐 1994년 부장판사에 승진하여 서울지방법원 의정부지원, 1997년 서울지방법원 동부지원, 1998년 서울지방법원에서 부장판사를 재직하던 1999년에 법원행정처 건설국장을 겸직하게 되어 사법연수원, 법원공무원교육원 등 법원청사 신축공사를 주도했다. 2000년에 서울고등법원 부장판사에 임명되면서 2003년까지 겸직하게 된 인천지방법원 수석부장판사를 겸임하였다.
2004년에 공무원연금 급여재심위원회 위원장으로 선출되어 2년동안 재직하다가 2006년 2월에 법원장으로 승진하여 서울북부지방법원에서 법원장으로 재직하다 2008년에 전보된 서울가정법원에서의 법원장을 마지막으로 2009년 2월에 법원에서 퇴직하여 법무법인 화우에서 고문 변호사를 하였다.
서울고등법원 특별부 재판장으로 재직할 때 모야모야병을 최초로 공무상 질병으로 인정한 판결을 했으며 공정거래사건을 전담하면서 삼익악기와 영창악기에 대한 기업결합사건 등에서 효율성보다는 공정한 경쟁을 보호하는 내용의 판결을 했다.

## 논문
- 부정수표단속법 위반죄에 관한 양형분석 - 재판자료 16집 (1983년)
- 피압류전부채권의 적격 - 재판자료 35집 (1987년)
- 주택임대차에 있어서 소액임차인의 보호 - 사법논집 19집 (1988년)
- 토지와 그 지상건물을 동시에 소유하다가 건물을 양도하고서도 양수인 앞으로 소유권이전등기를 경료하여 주지 아니한 자의 법정지상권 취득의 가부 - 대법원판례해설 15호 (1992년)
- 강간치상죄에 있어서의 상해의 정도 - 대법원판례해설 16호 (1992년)
- 구민법 (1990. 1. 13. 법률 제419호로 개정되기전의 것) 제777호 제1호 소정의 8촌 이내의 부계혈족의 범위와 친족상도례 - 대법원판례해설 16호 (1992년)
- 민법 제220조 규정이 포위된 토지 또는 피통행지의 특정승계인에게도 적용되는지 여부 - 대법원판례해설 17호 (1992년)
- 민사소송법 제 241조 제2항 소정의 기일지정신청기간의 성질 및 기일지정신청의 추완가능여부 - 대법원판례해설 17호 (1992년)
- 사용자의 근로자에 대한 해고처분이 무효인 경우에 근로자가 지급받을 수 있는 임금의 범위 - 법조 42권 5호 (1993년)
- 대학교 총장이 입학사정위원들에게 허위로 작성된 사정부에 따라 입학사정을 하게 한 행위가 위계에 의한 업무방해죄를 구성하는지 여부 - 대법원판례해설 19-2호 (1993년)
- 피담보채무의 변제를 사유로 하여 임의경매 개시결정에 대한 이의신청을 할 수 있는 시기 - 대법원판례해설 19-1호 (1993년)
- 취득시효 완성 후 토지소유자에 변동이 있고 소유자가 변동된 시점을 새로운 기산점으로 삼아도 다시 취득시효 기간이 완성되는 경우 취득시효의 완성을 주장할 수 있는지 여부 - 대법원판례해설 21호 (1994년)
- 사직할 의사없이 사직서를 제출한 경우의 법률관계 - 사법행정 35권 10호 (1994년)
- 뇌물에 관한 죄의 양형인자 - 양형적정화방안 모색을 위한 토론회 결과보고서 (1995년)
- 상속에 의하여 점유권을 취득한 자가 피상속인의 점유를 떠나 자기만의 점유를 주장할 수 있는지 여부 - 국민과 사법:윤관 대법원장 퇴임기념 (1999년)